# 프랑스어권

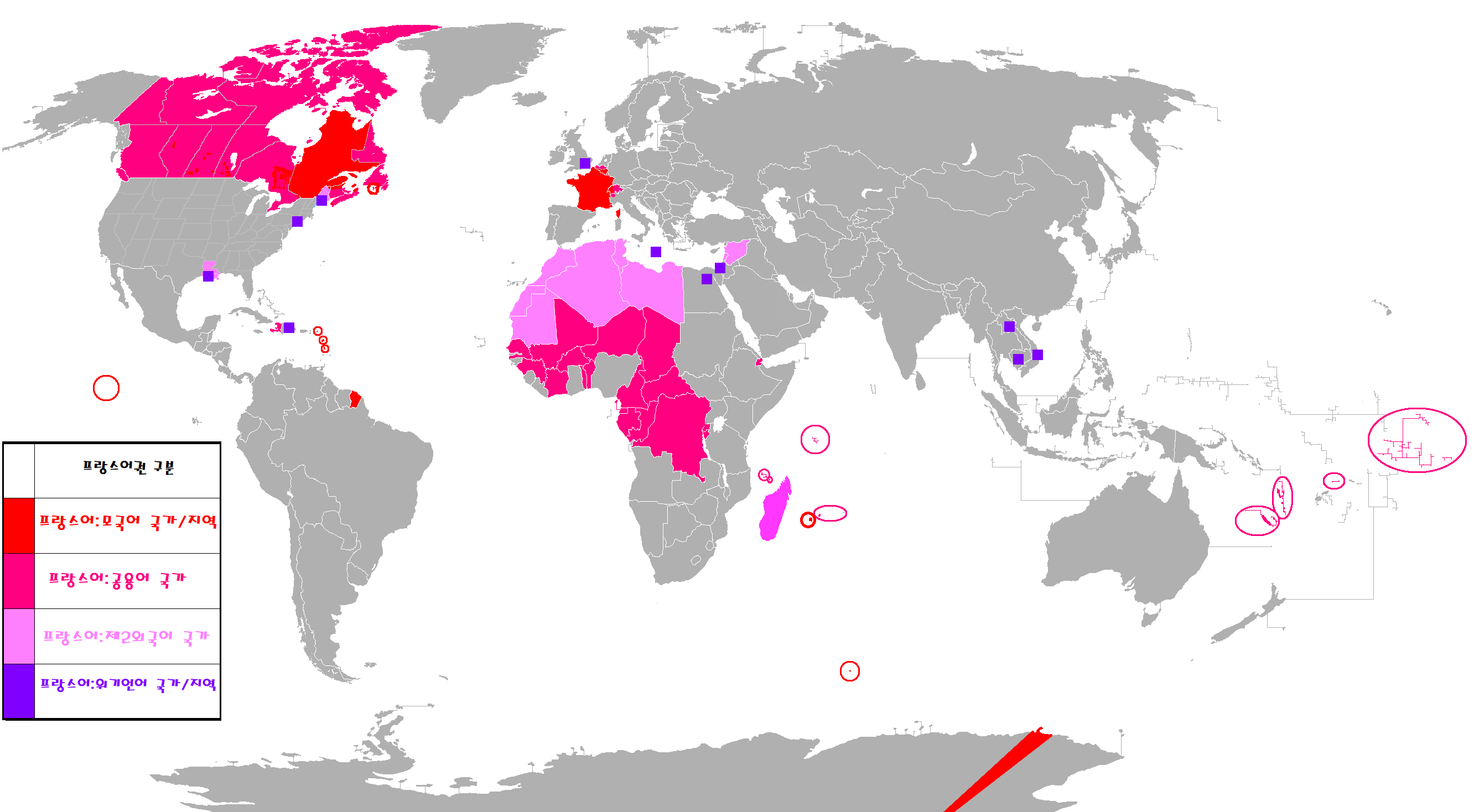
프랑스어권

프랑스어권 또는 불어권(佛語圈)은 프랑스어를 주로 사용하는 지역을 일컫는다. 한때 프랑스의 식민지였던 곳이 많다. 또한 벨기에 식민지 아프리카 3개 나라도 프랑스어를 사용한다.

## 같이 보기
- 프랑코포니